# Livia Leu

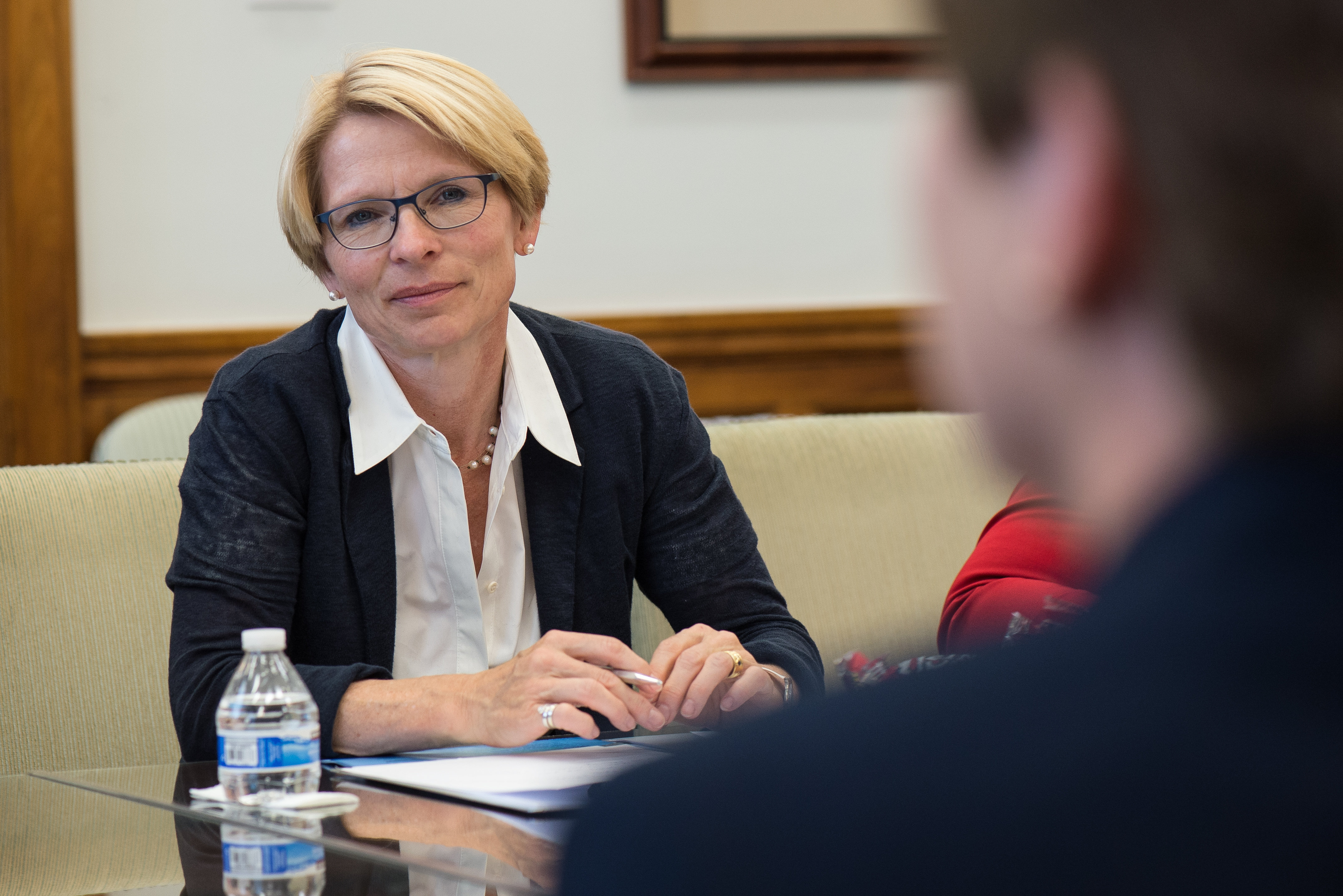
Livia Leu (2015)

Livia Leu Agosti (* 1961 in Zürich; heimatberechtigt in Zürich und Trun) ist eine Schweizer Diplomatin. Von 2009 bis Mitte 2013 war sie Schweizer Botschafterin im Iran. Von August 2013 bis August 2018 war sie Botschafterin im Staatssekretariat für Wirtschaft SECO. Vom 3. September 2018 bis 14. Oktober 2020 war Livia Leu Botschafterin in Frankreich und Monaco. Ab dem 14. Oktober 2020 war sie Staatssekretärin und EU-Chefunterhändlerin. Seit Herbst 2023 ist sie Schweizer Botschafterin in Deutschland.

## Leben und Wirken
Die 1961 geborene Bündnerin wuchs als Tochter von Hotelier Hans C. Leu (1930–2017) in Arosa auf. Nach Abschluss der Matura an der Kantonsschule Chur studierte sie an den Universitäten Zürich und Lausanne Rechtswissenschaft und schloss mit dem Lizentiat ab. 1989 trat sie in den diplomatischen Dienst des Eidgenössischen Departements für auswärtige Angelegenheiten (EDA) ein und wurde als Stagiaire in Bern, Paris und Genf eingesetzt. Ab Mai 1991 war sie an der Zentrale als diplomatische Mitarbeiterin bei der Sektion UNO/Internationale Organisationen der ehemaligen Direktion für Internationale Organisationen tätig. Leu war ab 1994 beim UN-Hauptquartier in New York als Botschaftssekretärin zweiter Klasse tätig, wurde 1995 zur Botschaftssekretärin erster Klasse und 1998 zur Botschaftsrätin befördert.
Mitte 1998 wurde Leu nach Kairo als Botschaftsrätin und 1. Mitarbeiterin des Missionschefs versetzt. Vier Jahre später kehrte sie nach Bern in die Politische Abteilung II, Amerika zurück und nach einem einjährigen Erziehungsurlaub wurde sie stellvertretende Abteilungsleiterin der Politischen Abteilung II, Afrika/Naher Osten sowie Chefin des Verantwortungsbereichs Mittelmeer, Naher Osten und Iran der Politischen Direktion mit Ministertitel. Die Abteilung II, Afrika/Naher Osten leitete sie von 2006 bis 2009, seit Mitte 2006 trägt sie den Botschaftertitel.

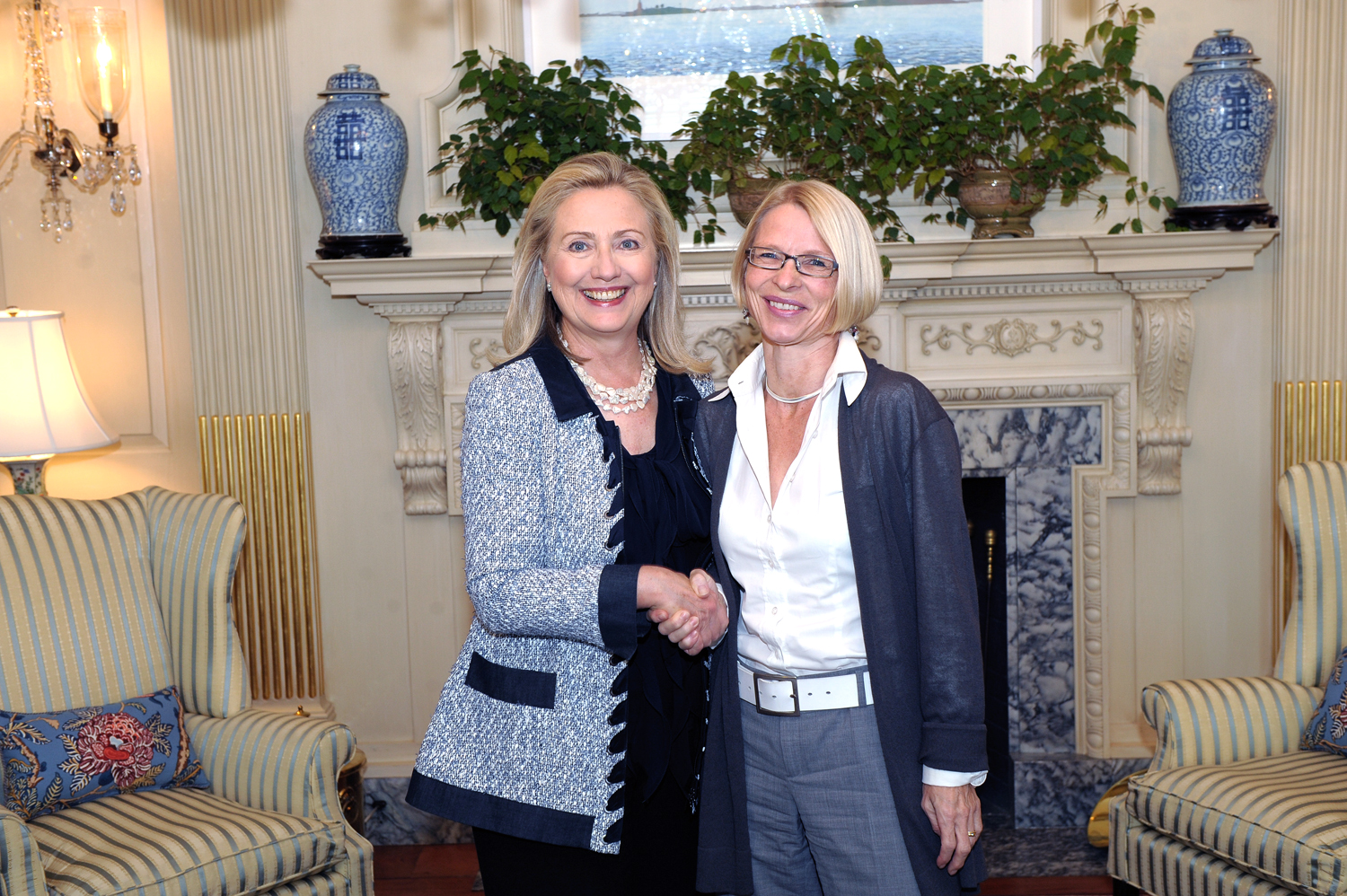
Livia Leu (rechts) 2011 bei einem Treffen mit der damaligen US-Aussenministerin Hillary Clinton in Washington.

Im Januar 2009 übernahm Botschafterin Leu als Nachfolgerin von Philippe Welti die Schweizerische Botschaft in Teheran; in dieser Funktion vertrat sie bis Anfang Juli 2013 auch die Interessen der USA im Iran (Schutzmacht). Am 15. November 2013 wurde Leu zusammen mit dem Eidgenössischen Departement für auswärtige Angelegenheiten (EDA) in Washington mit dem «Common Ground Award» ausgezeichnet und damit für ihre diplomatischen Bemühungen im Iran geehrt.
Am 1. August 2013 übernahm Leu als Botschafterin und als Delegierte des Bundesrates für Handelsverträge die Leitung des Leistungsbereichs Bilaterale Wirtschaftsbeziehungen im Staatssekretariat für Wirtschaft SECO. Zugleich nahm sie damit Einsitz in die Geschäftsleitung des SECO sowie in die Geschäftsleitung der Direktion für Aussenwirtschaft des SECO.
2018 wurde sie als erste Frau Botschafterin der Schweiz in Frankreich. Sie hatte diese Position bis zum 14. Oktober 2020 inne. Seither ist sie Staatssekretärin im Eidgenössischen Departement für auswärtige Angelegenheiten und EU-Chefunterhändlerin. Im Mai 2023 wurde ihr Rücktritt als Staatssekretärin per Ende August 2023 und als EU-Chefunterhändlerin per Ende September 2023 bekannt gegeben. Im Herbst 2023 wurde sie Nachfolgerin von Paul Seger als Botschafterin in Deutschland. Am 8. Dezember 2023 wurde sie akkreditiert.
Livia Leu ist mit dem Ameisenforscher Donat Agosti verheiratet und Mutter von zwei Söhnen.